# کلیولند ابی
کلیولند ابی (انگلیسی: Cleveland Abbe؛ ۳ دسامبر ۱۸۳۸ – ۲۸ اکتبر ۱۹۱۶) ستاره‌شناس، و هواسنج (پیشه) اهل ایالات متحده آمریکا بود.